# バーフバリ (ジャイナ教)

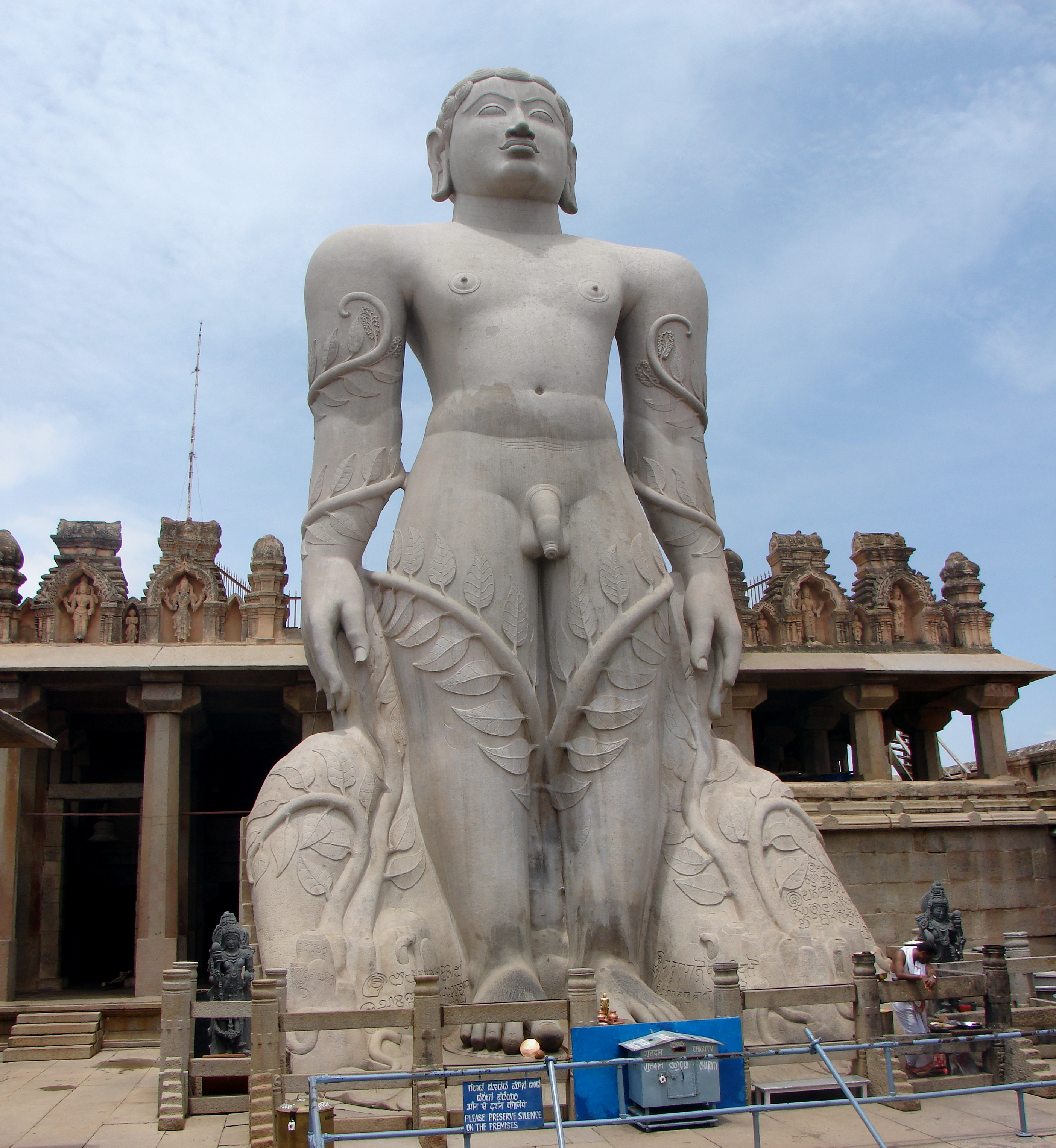
シュラバナベラゴラのバーフバリ像

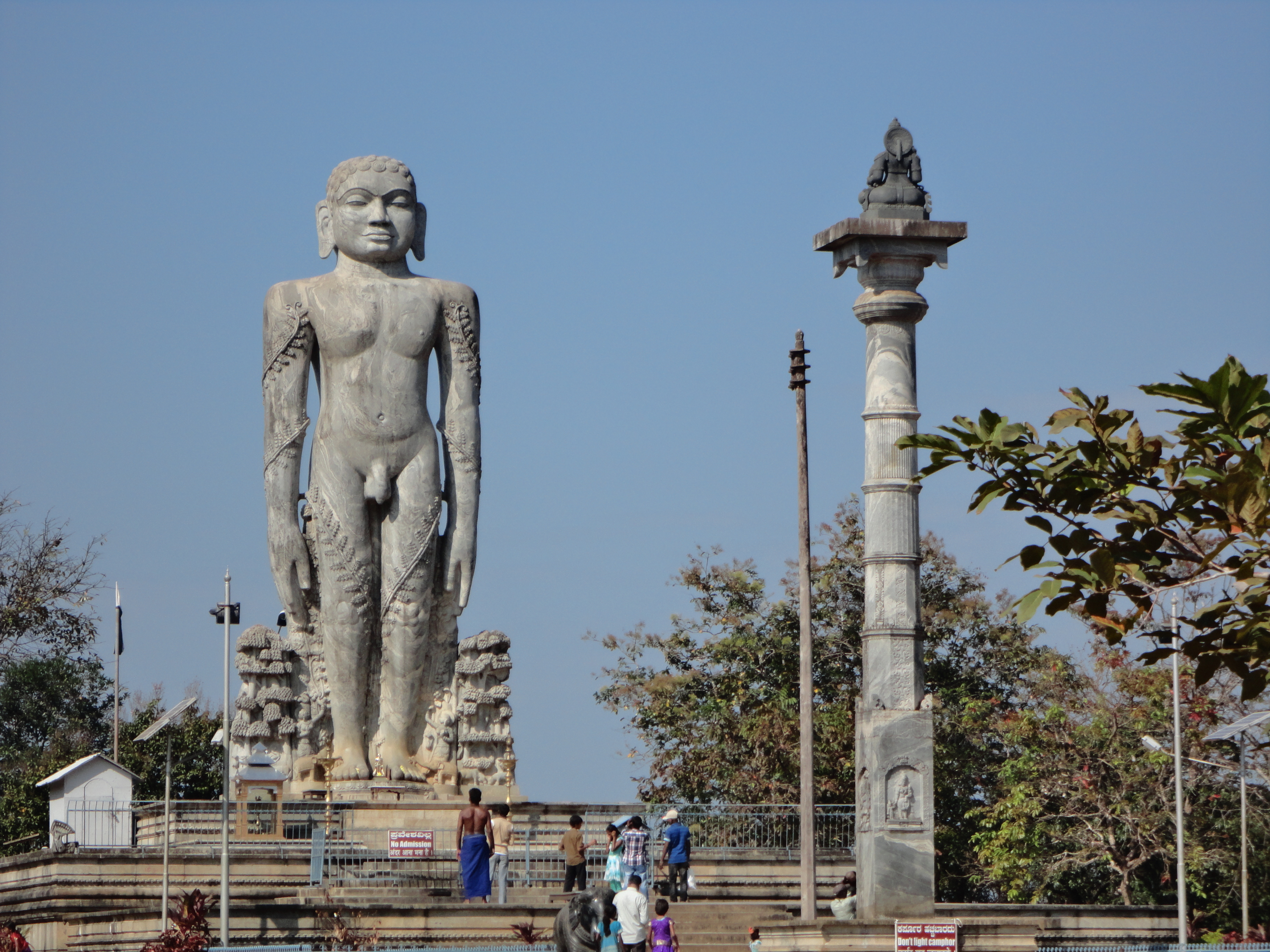
カルナータカ州ダルマスタラのバーフバリ像

バーフバリ（サンスクリット: बाहुबलि Bāhubali）は、ジャイナ教の信仰対象となる人物。最初のティールタンカラであるリシャバの子で、兄と争ったことを後悔して出家したと伝えられる。

## 名称
バーフバリのバーフとは前腕を意味し、バリ（バリン）は力が強いという意味である。したがって「腕力が強い者」という意味を持つ。別名ゴンマタとも呼ばれる。ゴンマテーシュヴァラ（ヒンディー語: गोम्मटेश्वर, カンナダ語: ಗೊಮ್ಮಟೇಶ್ವರ gommaṭēśvara）の名でも知られる。

## 伝説
リシャバにはスマンガラー、スナンダーなどの妻があり、スマンガラーからは後に転輪王になった長男のバラタと娘のブラーフミーが、スナンダーからは息子のバーフバリと娘のスンダリーが生まれた。ほかに94人の子があった。リシャバはバラタとスンダリー、バーフバリとブラーフミーを結婚させた。
リシャバが出家した後、長男のバラタは父の財産を弟たちに渡さずにひとりじめにしようとしたが、バーフバリは自分の取り分を主張して両者の間に争いが起きた。戦いは一対一で行われ、バーフバリが勝利した。しかしその後バーフバリは財産に対する執着から兄を侮辱してしまったことを後悔し、すべての社会的地位を放棄して出家した。この話はジャイナ教の文献にくり返し述べられている。
出家したバーフバリは苦行を行い、長い間動かなかったために腕と肩には蔓草が巻きつき、足元に蟻塚ができた。
ディガンバラ派ではバーフバリを現在の劫において最初に解脱した人物と考え、ティールタンカラ並みに信仰する。シュヴェーターンバラ派では最初に解脱した人物はリシャバの母のマルデーヴィー (Marudevi) だとして、バーフバリが最初に解脱したとする説を認めない。

## 祝祭
バーフバリの像でもっとも有名なものはシュラバナベラゴラにあるもので、57フィート（約17メートル）の高さがあり、裸形で直立した姿で瞑想に入っている。この像は10世紀に西ガンガ朝の大臣だったチャームンダラーヤの命を受けて建てられた。12年に1回マスタカービシェーカ (Mahamastakabhisheka) という祭があり、信者が上から神聖な液体を注ぐ。
シュラバナベラゴラのものほど大規模ではないが、同様の像は各地に存在する。